# Било једном у студију
Било једном у студију (енгл. Once Upon a Studio) амерички је играни/анимирани кратки филм који је произвео Walt Disney Animation Studios поводом стогодишњице рада The Walt Disney Company. Режију и сценарио потписују Ден Абрахам и Трент Кори. Филм је емитовао ABC током 15. октобра 2023. У филму, Дизнијеви ликови оживљавају са слика окачених на зидовима зграде Роја Е. Дизнија након завршетка уобичајеног радног дана.
Премијера је приказана 11. јуна 2023. на Међународном фестивалу анимираног филма у Ансију, док је 15. октобра емитован у склопу телевизијског блока Дизнијев чудесни свет у Сједињеним Америчким Државама, поред телевизијске премијере филма Енканто: Магични свет (2021). Филм је синхронизован на српски језик и приказан 1. јануара 2024. на РТС-у 2 у Србији.